# Tricentrogyna flexilinea
Tricentrogyna flexilinea là một loài bướm đêm trong họ Geometridae.